# Розтоки (Кременецький район)

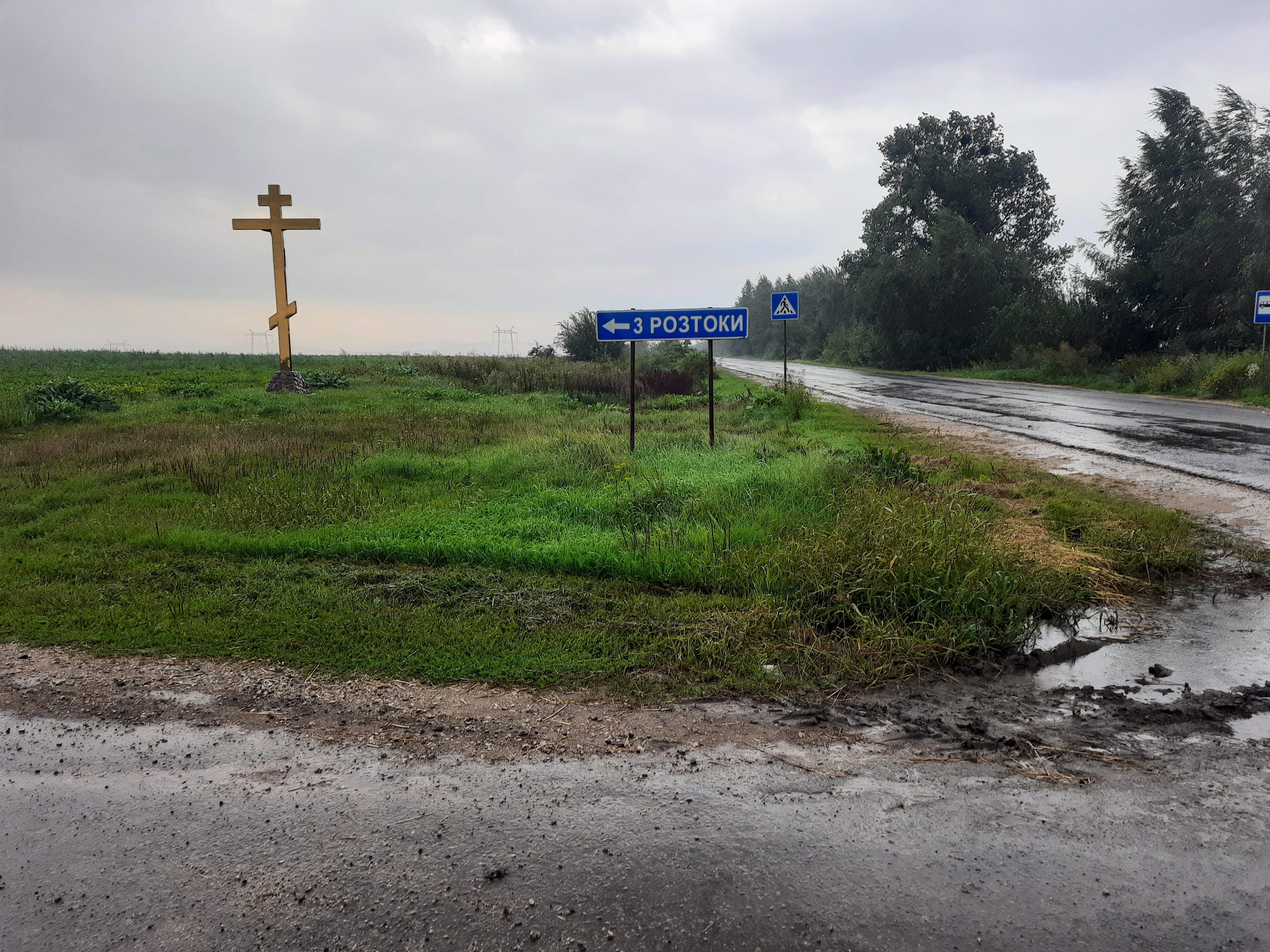
Дорожній знак при повороті на село

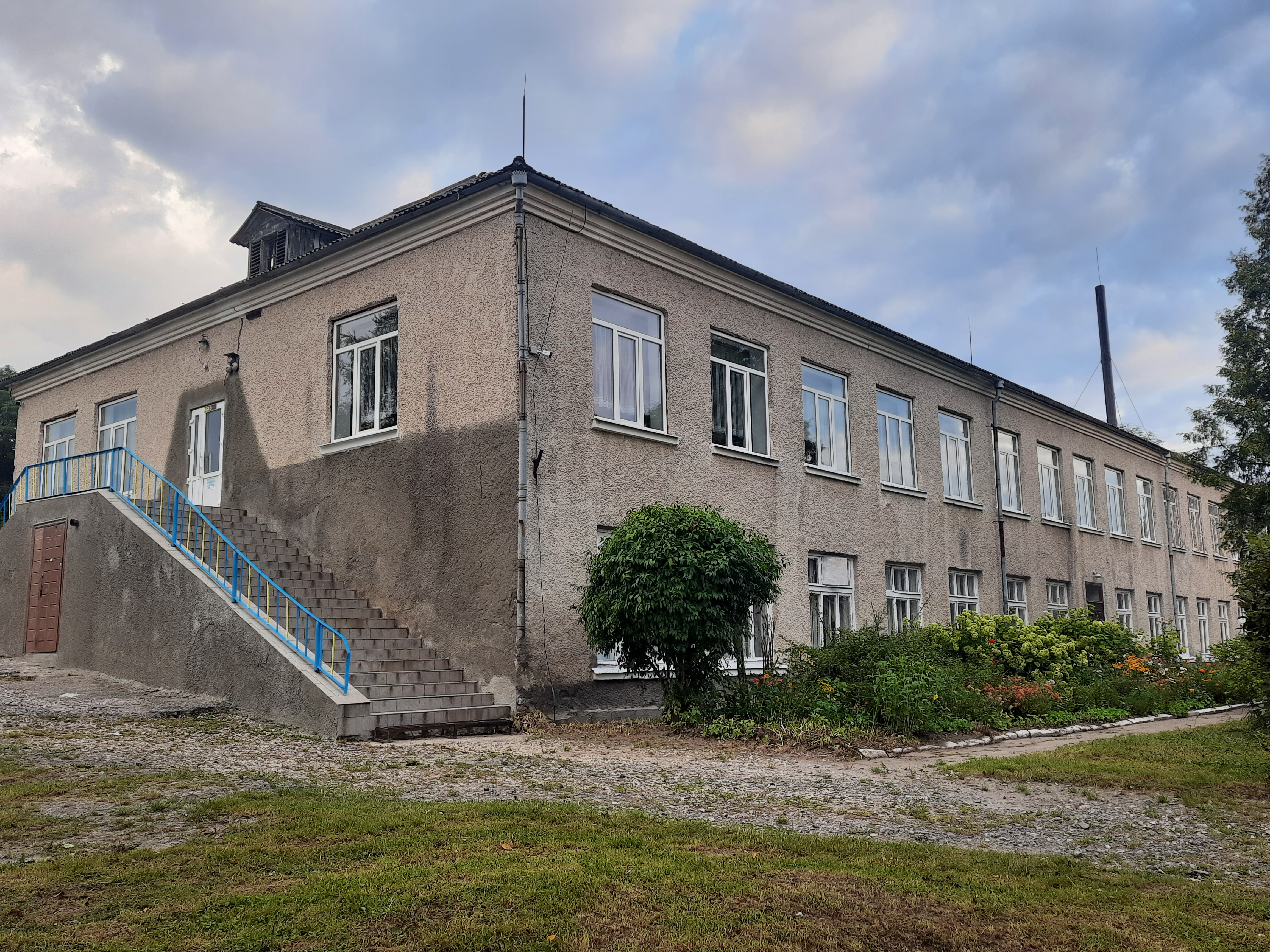
Школа

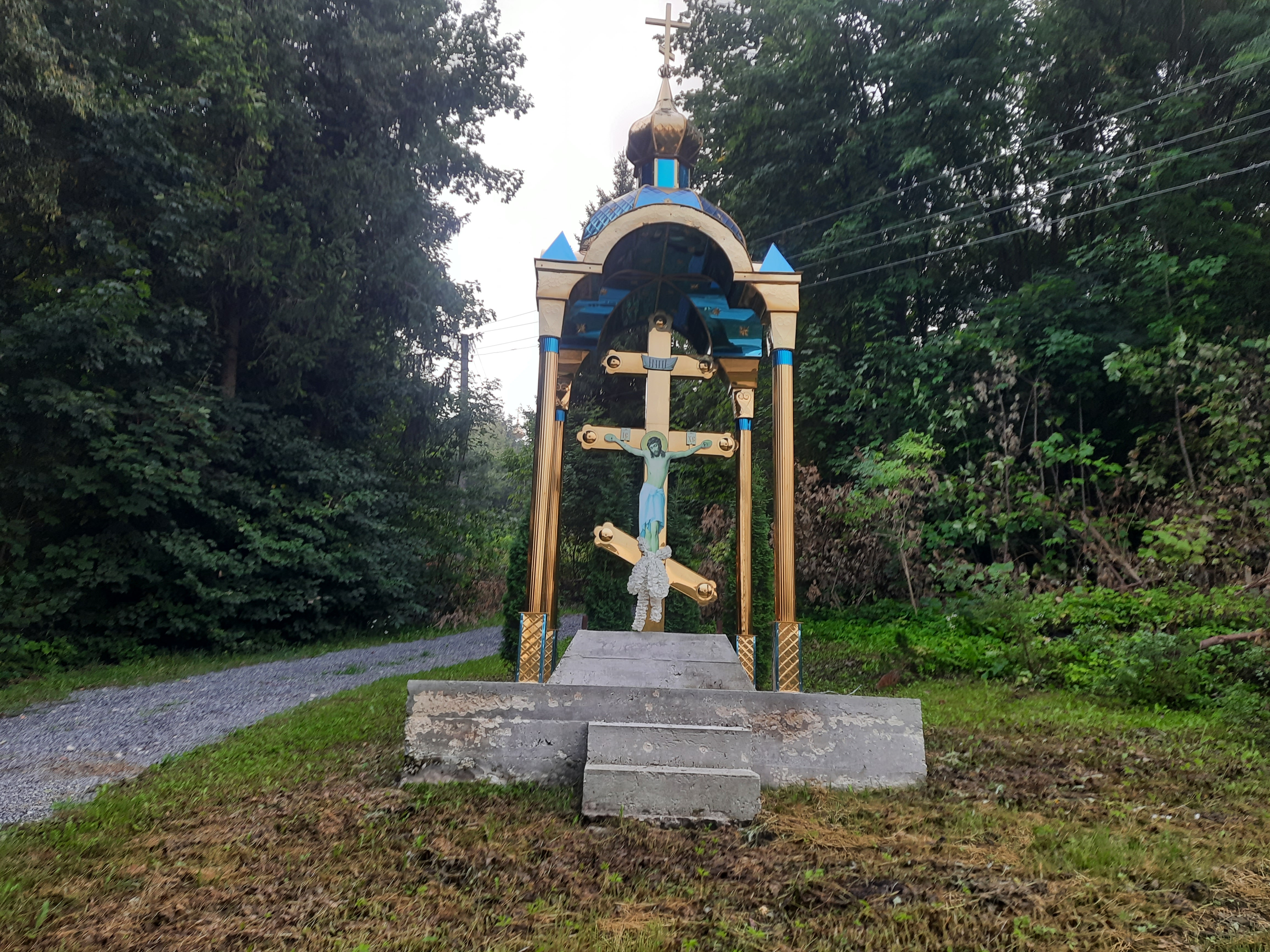
Капличка

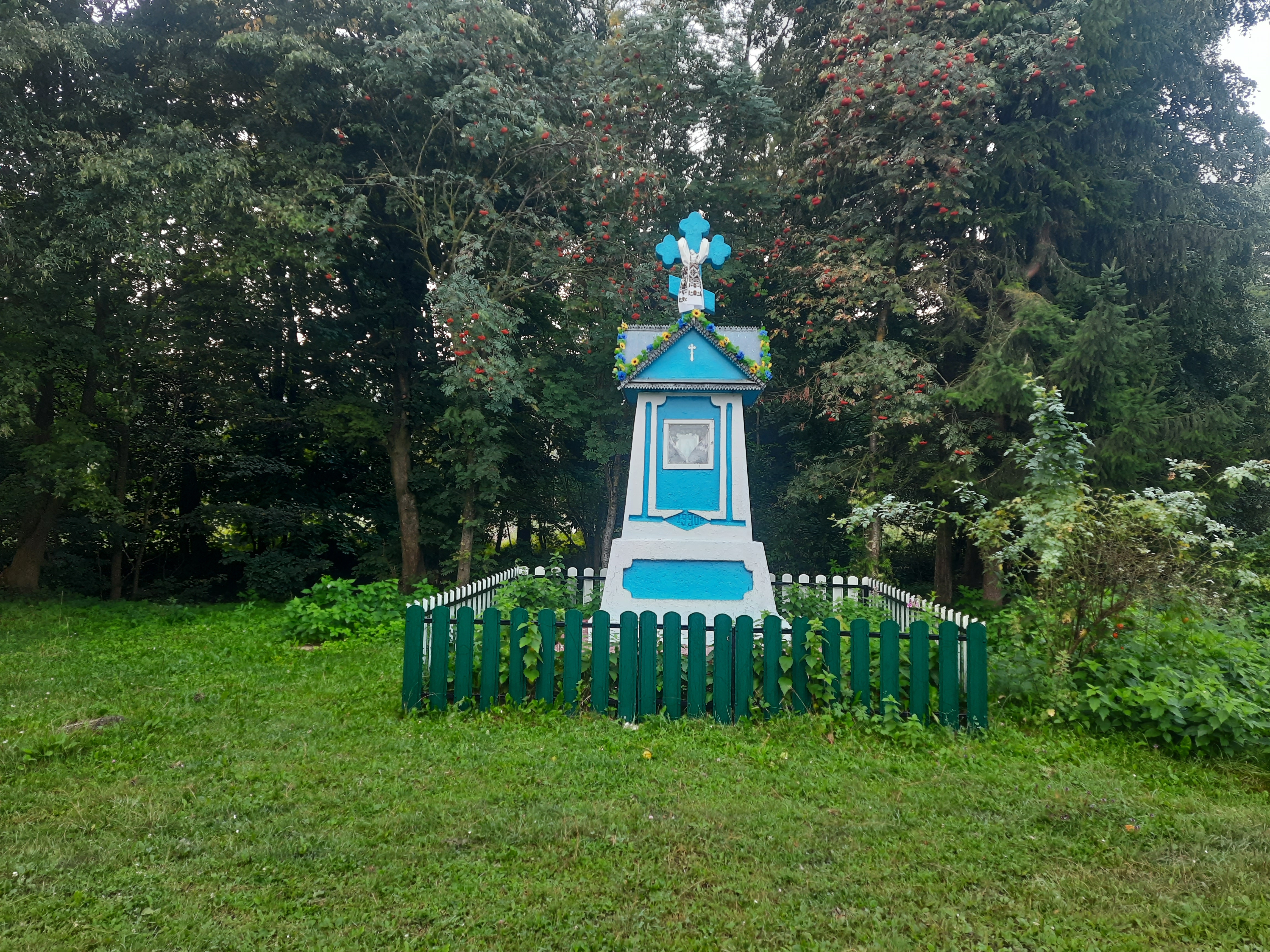
Пам'ятний хрест

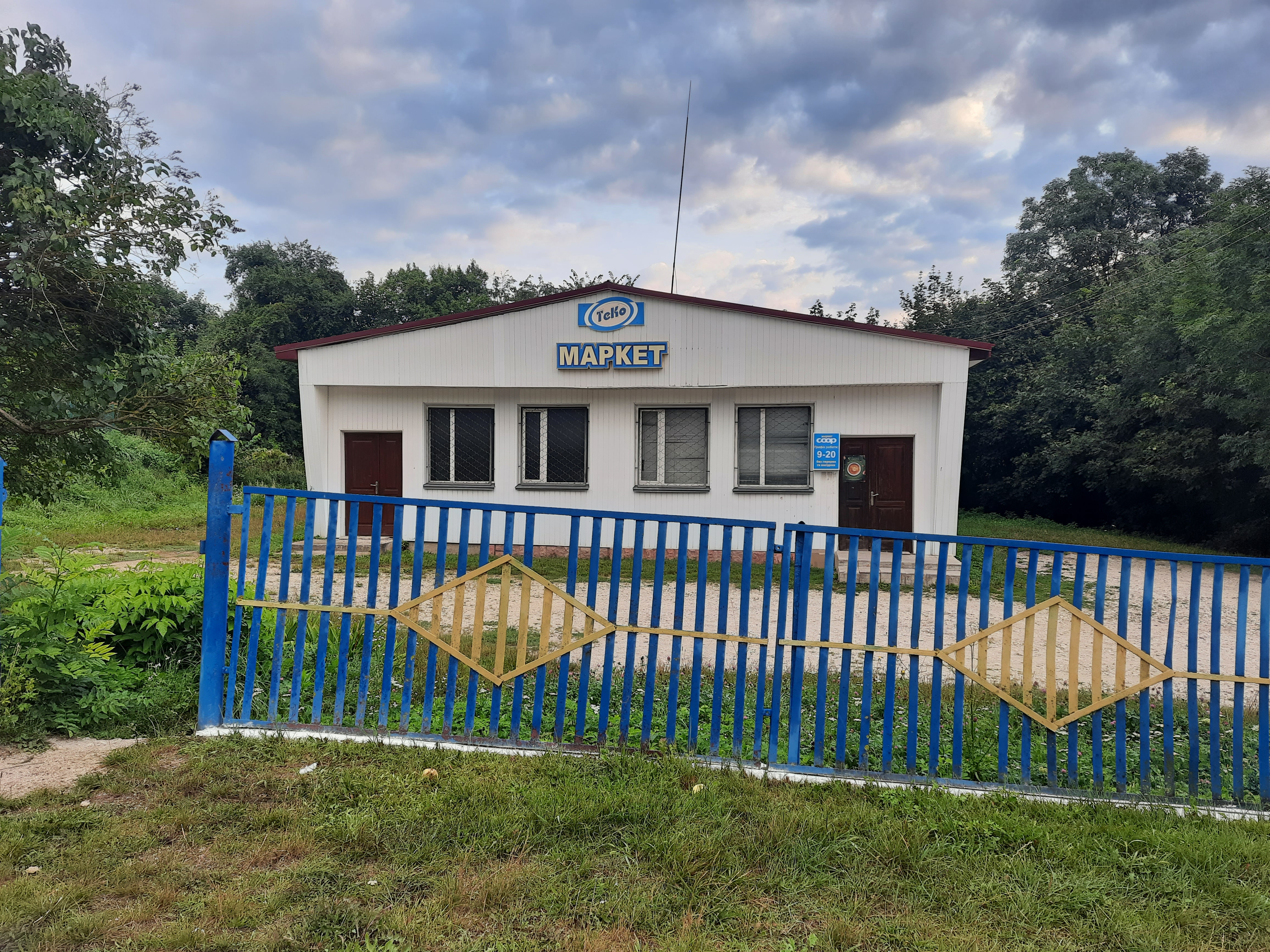
Крамниця

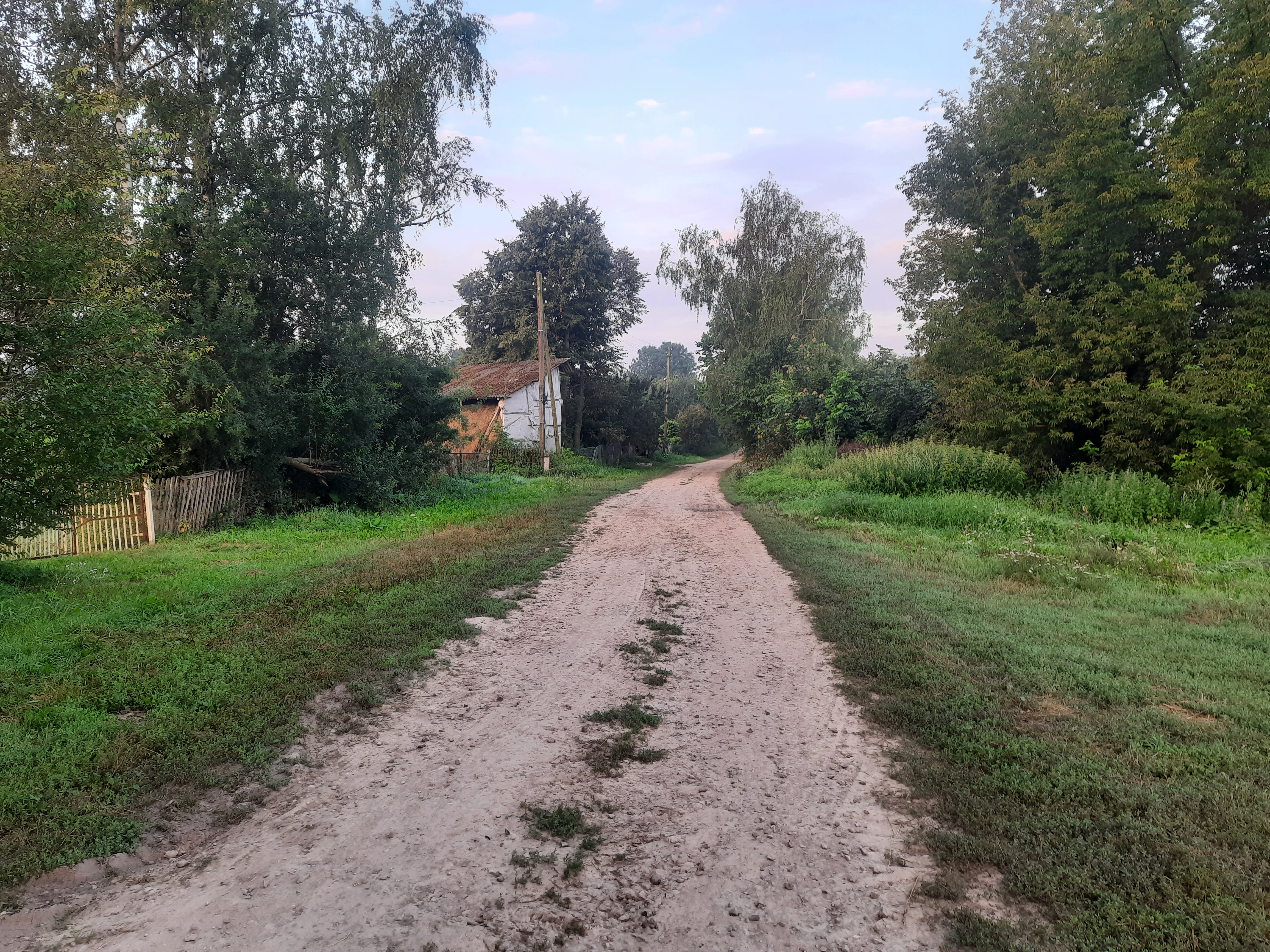
Околиця села

Розто́ки — село в Україні, у Лопушненській сільській громаді Кременецького району Тернопільської області. Розташоване на півднному сході району. До 2020 центр сільської ради. До Розтік приєднано хутір Стадниця.
Населення — 871 житель (2025).

## Географія
У селі бере початок струмок Ґданськ.

## Історія

### Найдавніші часи
Перші люди з'явилися на території села Розтоки (Кременецький р-н, Тернопільська обл.) дуже давно, близько 30 тис. років тому, про що свідчать різноманітні предмети: кам'яні сокири, уламки посуду, кістки, які було віднайдено в різних кутках села. Найбільше знахідок виявлено в урочищі Михнин, зокрема кам'яні кулі з шипами, так званий «часник» (їх давні люди розкидали по полях у випадку нападу на поселення; кінь ворога пробивав ногу і падав, тоді простіше було вбити вершника).
Наприкінці ІІ — на початку ІІІ ст. краєм проходять войовничі готи. Як розповідає легенда «Бож, князь антів», король готів Вінітарій вів запеклу боротьбу з антським князем Божем. Під час переговорів Вінітарій підступно схопив Божа з його синами та 70 старійшинами, та розіп'яв їх на вершках дерев. Сталося це, за свідченням історика Йордана, 376 року. Гора, де був розіп'ятий Бож, стала іменуватися Божою (назва зберігається і дотепер).
Під час Великого переселення народів (IV—VII ст.) корінне східнослов'янське населення змушене боротися проти нових навал ворогів — гунів, аварів та ін., які були дуже жорстокими над полоненими, вони запрягали жінок-бранок у вози і ними їздили. Про один із нападів аварів на наш край розповідає «Легенда про Ірву», за якою, дочка власника Кременецького замку Ірва відмовила аварському каганові і разом із воїнами безстрашно захищала фортецю. Коли сили залишили її, вона кинулася в прірву. На цьому місці забив найчистіший струмок «Ірвині сльози».

### X—XVIIIст.
У 981 році київський князь Володимир Святославович здійснив переможний похід у Галичину та Волинь, у зв'язку з чим землі села були приєднані до Київської Русі.
Унаслідок розпаду Волинського князівства на землях давньої Погоринної волості Київської Русі у 1157 році утворилося Шумське князівство, до якого відійшли землі села. Князівство проіснувало до 1170 р.
У грудні 1240 року монголи під проводом Гуюк-хана розпочали штурм Крем'янця. Захисники міста полили гору водою, яка замерзла і зробила фортецю недоступною. Побачивши, що міста їм не взяти, монголи відступили, знищуючи всі поселення на своєму шляху, які були тоді в краї.
Після смерті короля Русі Данила Романовича (Галицького) відбувається поступове ослаблення Галицько-Волинської держави. У 1340 р. землі нашого краю, у тому числі й села.
Розтоки, переходять під владу Великого князівства Литовського, 1349 р. — до Польщі. На південному боці села на високому пагорбі у XV—XVII ст. був розташований замок. На сьогоднішній день руїн замку не залишилося. Хто був його власником — невідомо. Можливо, він належав Дмитрові Вишневецькому.
Навесні 1512 р. поблизу села, на Лопушнянському полі, відбулася битва військ князя Костянтина Острозького з ординцями, у результаті якої князь здобув перемогу.
Перша письмова згадка про село датована 1545 роком. Проте недавно було виявлено документальні підтвердження, що село згадується ще раніше в 1460-х рр.
Станом на 1545 рік у селі нараховувалося 150 дворів та 1220 жителів. До села входили хутори Михнин, Коцюби, Поріччя (неіснуючі, у зв'язку з переселенням людей) та хутір Стадниця (9 дворів, 37 жителів — станом на 2010 р.). У 1569 році землі, на яких розташоване село Розтоки, відійшли до Речі Посполитої, 1793 р. — до Російської імперії. Село належало до Волинської губернії Кременецького повіту Почаївської волості.

### XXст.
На початку XX століття в селі сталася велика пожежа. Через близьке сусідство житлових та господарських будівель — повністю згоріла велика частина села — хутір Вецентівка. За словами очевидців, будинки були покриті соломою, і вітер перекидав сніпки з однієї хати на іншу; так за 3 години згоріло 25 господарств.
У кінці серпня 1914 року по території села проходив фронт між австро-німецькими та російськими військами. Бойові дій тривали 9 місяців. Місцевих жителів було евакуйовано на південь.
Під горою Голицею, у лісі, були промислові, продовольчі та бойові склади австро-німецьких військ. Усе необхідне доставлялося вузькоколійкою, побудованою австрійськими військами, яка йшла зі сторони с. Крутнів. (Нині на її місці є ґрунтова дорога). Під час відступу австрійської армії всі склади було підірвано. Улітку 1916 р. село було звільнено, але повністю зруйновано: залишилося тільки два кам'яні будинки.
У грудні 1917 року в селі проголошено радянську владу. У червні — липні 1919, липні — вересні 1920 року тривало радянське будівництво.
У 1923 р. село Розтоки потрапило під владу Польщі. Поляки організували тут три господарства (фільварки), які очолили пани Рудзік, Юрек, Савіцький, та приймали селян на роботу. 
На 1936 рік село входило до ґміни Почаїв Кременецького повіту. 
Польське панування тривало до вересня 1939 р. З 1939 р. по липень 1941 р. в селі була радянська влада. З початком Німецько-радянської війни по річці Іква проходив фронт. Бойових дій на території села не було. Проте в 1944 р. після відступу німецьких військ (оскільки фронт зупинився під м. Броди) жителів Розтоків евакуювали в села Вишнівець та Ст. Тараж. Після звільнення села до лав Червоної армії було призвано 227 жителів 1894—1926 років народження. 74 з них загинули, 69 було нагороджено орденами і медалями СРСР. У період 1941—1944 рр. німці вивезли на примусові роботи до Рейху понад 200 жителів села. Більшість із них працювала в містах — Бобрик-Карф та Розенберг.
У 1948 році на території села було організовано колгосп «Імені Сталіна», згодом ще один — «Сталінським шляхом», пізніше вони об'єдналися в один — «Зоря комунізму», який очолив Зіньковський Григорій Якович. У колгоспі працювало 37 комуністів і 92 комсомольці. За успіхи в розвитку сільськогосподарського виробництва доярку колгоспу Г. В. Фендич нагороджено орденом Трудового Червоного Прапора.
У 1985 р. головою колгоспу було обрано Костіцького Анатолія Мефодійовича. Після здобуття Україною незалежності колгосп перейменовано у «Зорю». Наприкінці 1990 х «Зорю» реорганізовано у спілку власників земельних паїв «Зоря», головою став Смільський Мар'ян Степанович. У 2000 році СВЗП «Зоря» реорганізовано у приватно-орендне підприємство «Сокіл», посаду голови обійняв Ковальський Анатолій Федорович.
29 серпня 2000 року у свинарнику, який належав ПОП «Сокіл», сталася пожежа. За 2 години 30-метрова будівля згоріла дотла, залишилися лише стіни. Температура була настільки високою, що плавилося скло на вікнах та стальні каркаси кліток. Після пожежі руїни свинарника розікрали, свиней було перевезено на іншу бригаду.
Зараз основною галуззю господарства ПОП «Сокіл» є рільництво та тваринництво. Підприємство користується 2,2 тис. га сільськогосподарських угідь, із них 1,9 тис. га орної землі. Також йому належить пилорама, майстерня та млин.

## 21 століття
21 січня 2019 року парафія Святої Трійці УПЦ МП перейшла до єдиної Помісної Церкви.
12 червня 2020 року, відповідно до розпорядження Кабінету Міністрів України № 724-р «Про визначення адміністративних центрів та затвердження територій територіальних громад Тернопільської області», увійшло до складу Лопушненської сільської громади.
19 липня 2020 року, в результаті адміністративно-територіальної реформи та ліквідації Кременецького (1940-2020) району, село увійшло до складу новоутвореного Кременецького району.

## Населення
За даними перепису населення 2001 року мовний склад населення села був таким:

### Мова
Розподіл населення за рідною мовою за даними перепису 2001 року:
| Мова       | Кількість | Відсоток |
| ---------- | --------- | -------- |
| українська | 1133      | 99.47%   |
| російська  | 6         | 0.53%    |
| Усього     | 1139      | 100%     |

## Пам'ятки
На території села збереглися пам'ятки історії, культури, архітектури тощо. Серед історичних пам'яток варто відзначити старі цвинтарі XVI—XVIII ст. та кін. XVIII — поч. XX ст., на яких надмогильні пам'ятники зроблено із тесаного каменю. На цвинтарі кін. XVIII — поч. XX ст. розміщений склеп Сені Похітунова, вхід до якого було завалено під час Другої світової війни. Біля цього ж цвинтаря збереглася частина панського палацу і підвал, який датують початком XX ст.
У лісі, під г. Голиця, знайдено залишки доту часів Першої світової війни, побудованого, очевидно, воїнами австрійської армії.
У Розтоках розташовано дві братських могили солдатів Червоної армії, які загинули 1941 р. у боротьбі з окупантами. На одній із них, яка знаходиться в урочищі Шаплайка, був камінний хрест, який у повоєнний період був зруйнований членами Комуністичної партії.
У селі також залишилися льохи польських панів Рудзіка (1918—1928 рр.) та Савіцького (1925—1932 рр.). Перший із них розміщений на приватній земельній ділянці Форманюка Володимира Максимовича, другий — знаходиться під приміщенням однієї з адміністративних будівель, яка належить ПОП «Сокіл». Як зазначають очевидці, під час Другої світової війни у цих льохах був склад харчів та боєприпасів.
До архітектурних пам'яток села належить камінний хрест, побудований на честь 900-річчя хрещення Русі (1901 р.), та камінна фігура 1991 р., на якій зображено св. цілителя Пантелеймона.
1967 р. у селі було споруджено монумент Слави — пам'ятник воїнам-односельцям, які загинули під час Другої Світової війни, — на якому викарбувано імена загиблих та слова «Зупинись, друже! Схили голову в пам'ять про тих, хто віддав своє життя за радянську Батьківщину».  розташоване бронзове погруддя комуніста хоми кравця, який загинув у сутичці з українськими повстанцями.
У 1970 р. на території сучасного цвинтаря було збудовано пам'ятник воїнам Червоної армії, які загинули під час визволення села від нацистської Німеччини.

## Соціальна сфера
1987 р. у селі зведено будинок культури, у якому був кінозал, до 2007 р. знаходилася сільська бібліотека. Цього ж року збудовано дитячий садок, який функціонував 10 років (1988—1998 рр.). 2010 р. роботу дитячого садка відновлено, директором призначено Бездощук Галину Василівну, вихователями стали Ярмусь Оксана Василівна та Бездощук Людмила Василівна; частину приміщень відведено під сільську бібліотеку, яку перенесено з будинку культури у зв'язку з ремонтними роботами.
1989 р. у Розтоках було споруджено фельдшерсько-акушерський пункт, завідувачем якого стала Пиза Ярослава Юріївна. Зараз цю посаду обіймає Ткачук Галина Степанівна, дільничним лікарем працює Бобрик Надія Степанівна.
На початку 1990 х років унаслідок збільшення кількості представників християн віри євангельської(п ятидесятників) у селі було споруджено Дім молитви (пресвітером призначено Матвійчука Василя Михайловича). З 2007 року поряд із ним розпочато будівництво будинку недільної школи для дітей.
До соціальної сфери обслуговування громадян належать сільська рада (голова Дармограй Володимир Лук'янович; до нього цю посаду обіймали Бездощук Галина Василівна, Гусаківський Василь Васильович та ін.), відділення зв'язку (завідувач — Бас Євгенія Іванівна), пожежне депо (завідувач — Садовик Василь Васильович), їдальня «Ромашка» (завідувач — Матвійчук Любов Степанівна), 9-річна школа (директор — Довгалюк Людмила Василівна),3 магазини (підприємці — Тивонюк Віталій Анатолійович, Запорожець Надія Василівна, Січковський Сергій Сергійович) та філія маркету «Теко».

## Відомі люди
В селі мав маєток, в якому на проживав старості, останній руський воєвода Ян Кіцький.

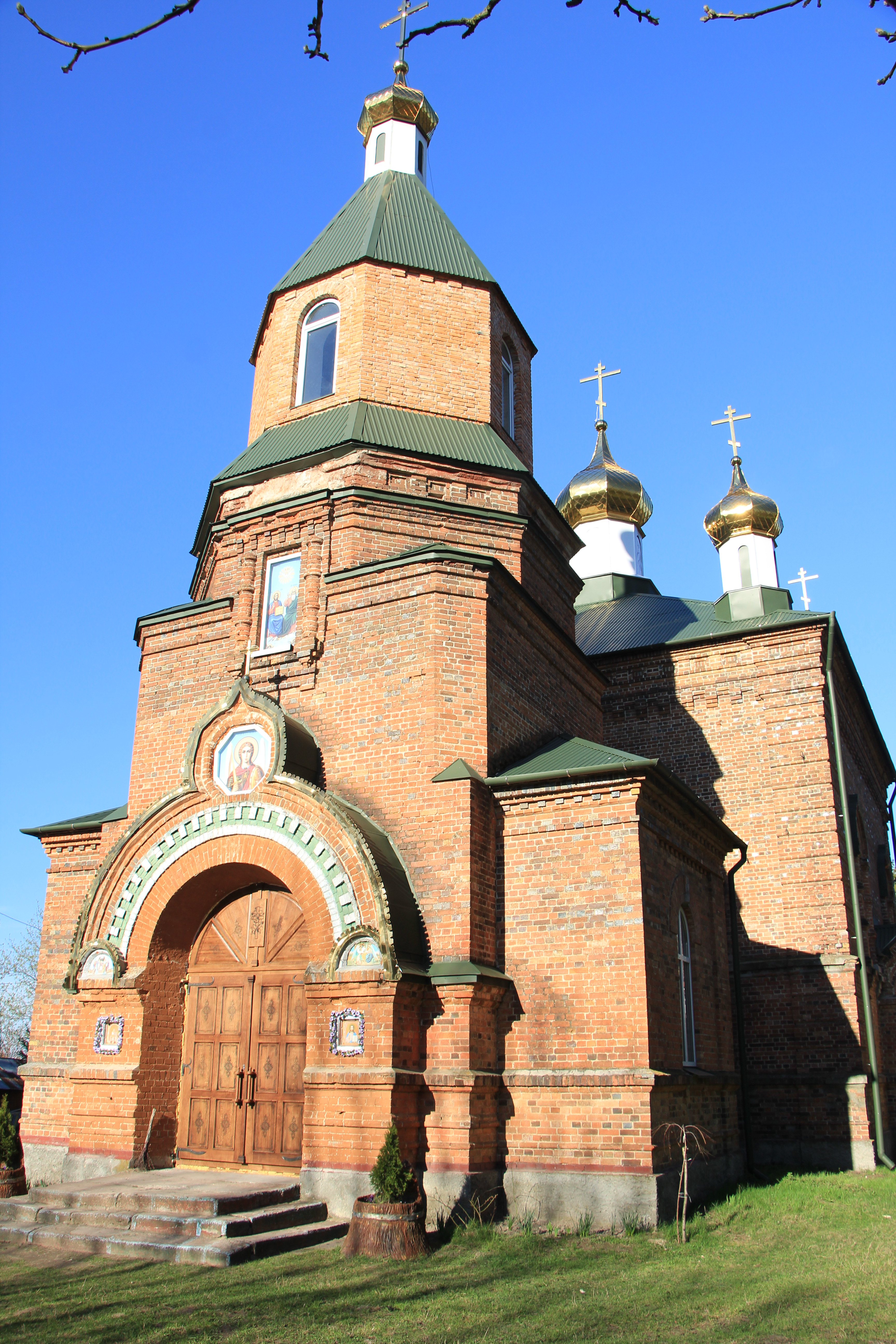
Церква в Розтоках
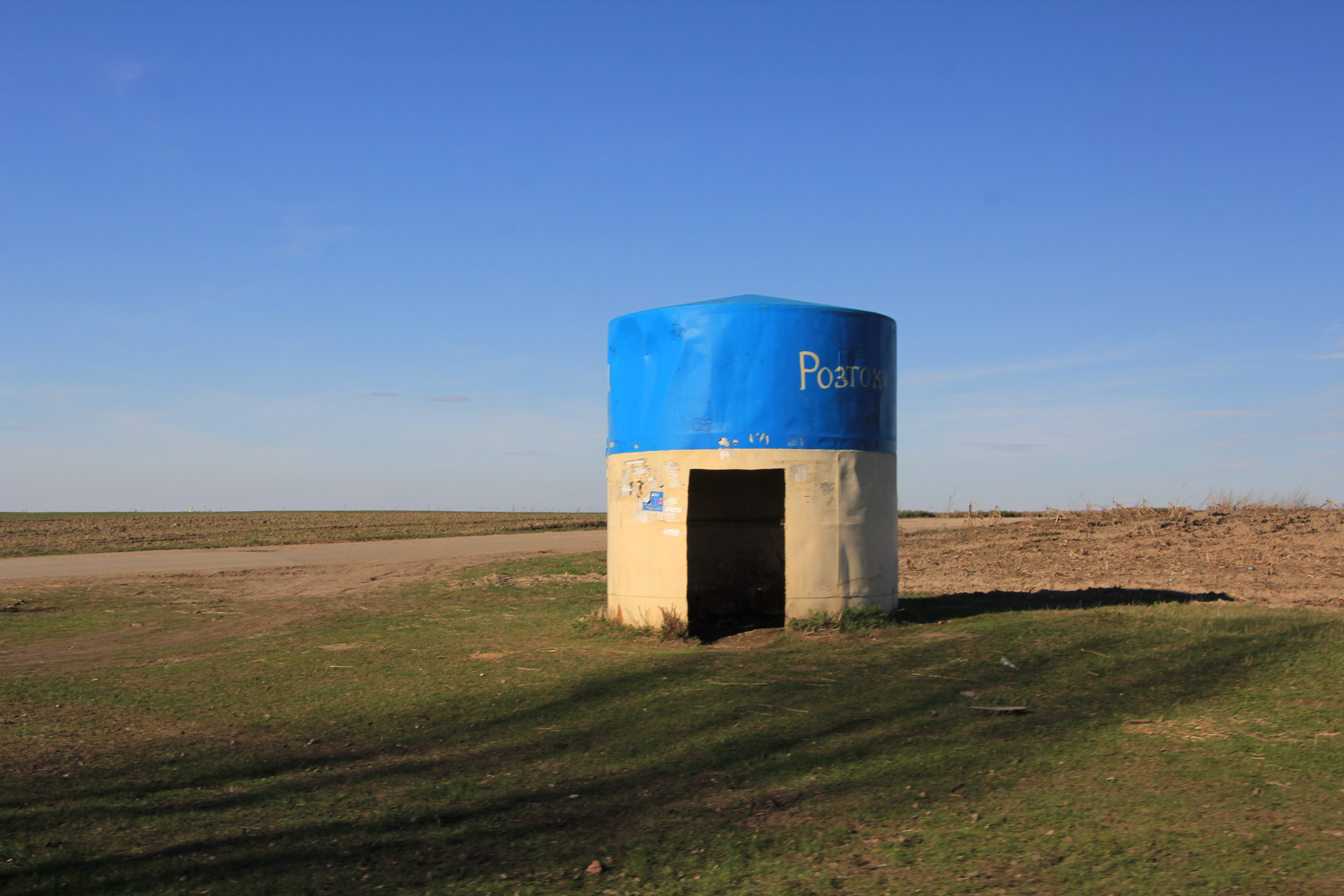
Автобусна зупинка